# Liste der Wappen im Landkreis Hildburghausen
Diese Liste erfasst die Wappen der Städte und Gemeinden des Landkreises Hildburghausen in Thüringen (Deutschland) sowie Wappen von Verwaltungsgemeinschaften und Ortsteilen, inklusive historischer Wappen. Fast alle Städte, Gemeinden und Kreise in Thüringen führen ein Wappen. Sie sind über die Navigationsleiste am Ende der Seite erreichbar.

## Landkreis Hildburghausen

Wappen des Landkreises Hildburghausen
Der Landkreis Hildburghausen in Thüringen
Der Landkreis Hildburghausen in Deutschland

## Städtewappen im Landkreis Hildburghausen

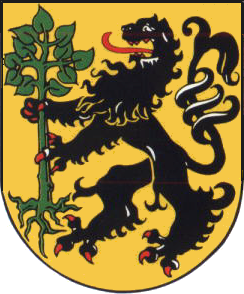
Stadt Eisfeld
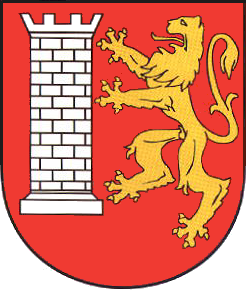
Stadt Heldburg
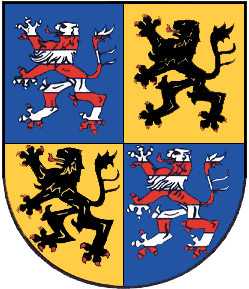
Kreisstadt Hildburghausen
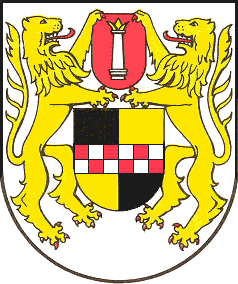
Stadt Römhild
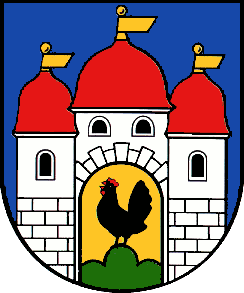
Stadt Schleusingen
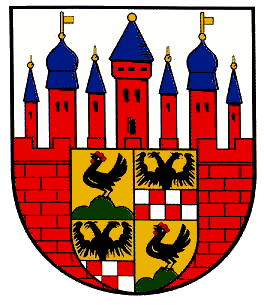
Stadt Themar
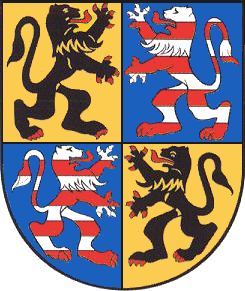
Stadt Ummerstadt

- Stadt
Eisfeld[1]
- Stadt
Heldburg[2]
- Kreisstadt
Hildburghausen[3]
- Stadt
Römhild[4]
- Stadt
Schleusingen[5]
- Stadt
Themar[6]
- Stadt
Ummerstadt[7]

## Gemeinden im Landkreis Hildburghausen

Gemeinde Auengrund
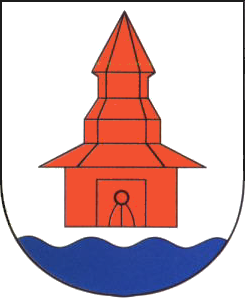
Gemeinde Brünn/Thür.
Gemeinde Masserberg
Gemeinde Schleusegrund
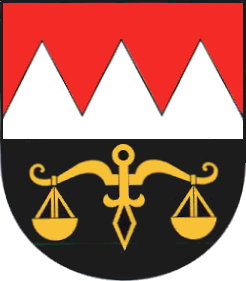
Gemeinde Veilsdorf

## Verwaltungsgemeinschaft Feldstein

Wappen der Verwaltungsgemeinschaft Feldstein

Gemeinde Ahlstädt
Gemeinde Beinerstadt
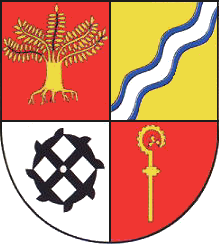
Gemeinde Bischofrod
Gemeinde Dingsleben
Gemeinde Ehrenberg
Gemeinde Eichenberg
Gemeinde Grimmelshausen
Gemeinde Grub
Gemeinde Henfstädt
Gemeinde Kloster Veßra
Gemeinde Lengfeld
Gemeinde Marisfeld
Gemeinde Oberstadt
Gemeinde Reurieth
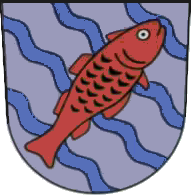
Gemeinde Schmeheim
Gemeinde St. Bernhard
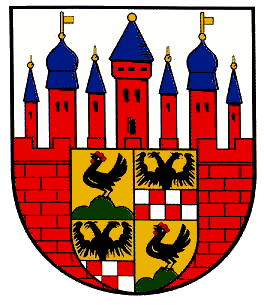
Stadt Themar

## Verwaltungsgemeinschaft Heldburger Unterland

Wappen der Verwaltungsgemeinschaft Heldburger Unterland

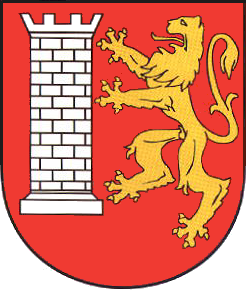
Stadt Heldburg
Gemeinde Schlechtsart
Gemeinde Schweickershausen
Gemeinde Straufhain
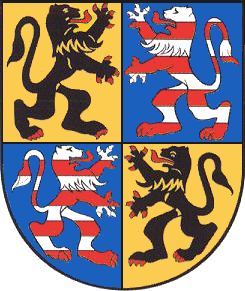
Stadt Ummerstadt
Gemeinde Westhausen

## Ehemalige Gemeinden mit eigenem Wappen

Ortsteil Bedheim der Stadt Römhild
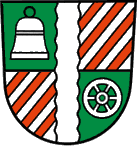
Ortsteil Biberau der Gemeinde Schleusegrund
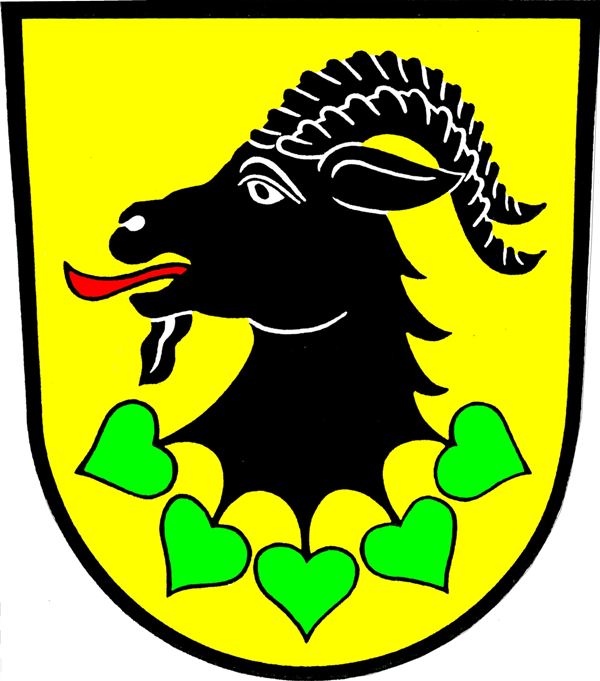
Ortsteil Bockstadt-Herbartswind der Stadt Eisfeld
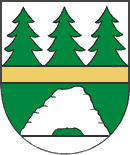
Ortsteil Gießübel der Gemeinde Schleusegrund
Ortsteil Gleichamberg der Stadt Römhild[9]
Ortsteil Gompertshausen der Stadt Heldburg
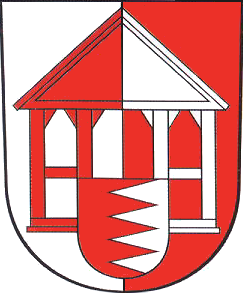
Ortsteil Haina der Stadt Römhild
Ortsteil Hellingen der Stadt Heldburg
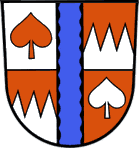
Ortsteil Langenbach der Gemeinde Schleusegrund
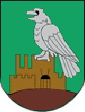
Ortsteil Mendhausen der Stadt Römhild
Ortsteil Milz der Stadt Römhild
Gemeinde Nahetal-Waldau
Ortsteil Sachsenbrunn der Stadt Eisfeld[10]
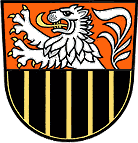
Ortsteil Schönbrunn der Gemeinde Schleusegrund
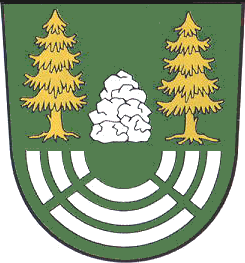
Ortsteil Steinbach der Gemeinde Schleusegrund
Gemeinde St. Kilian
Ortsteil Westenfeld der Stadt Römhild